# St. Fides, Spes und Caritas (Weinsheim-Gondelsheim)

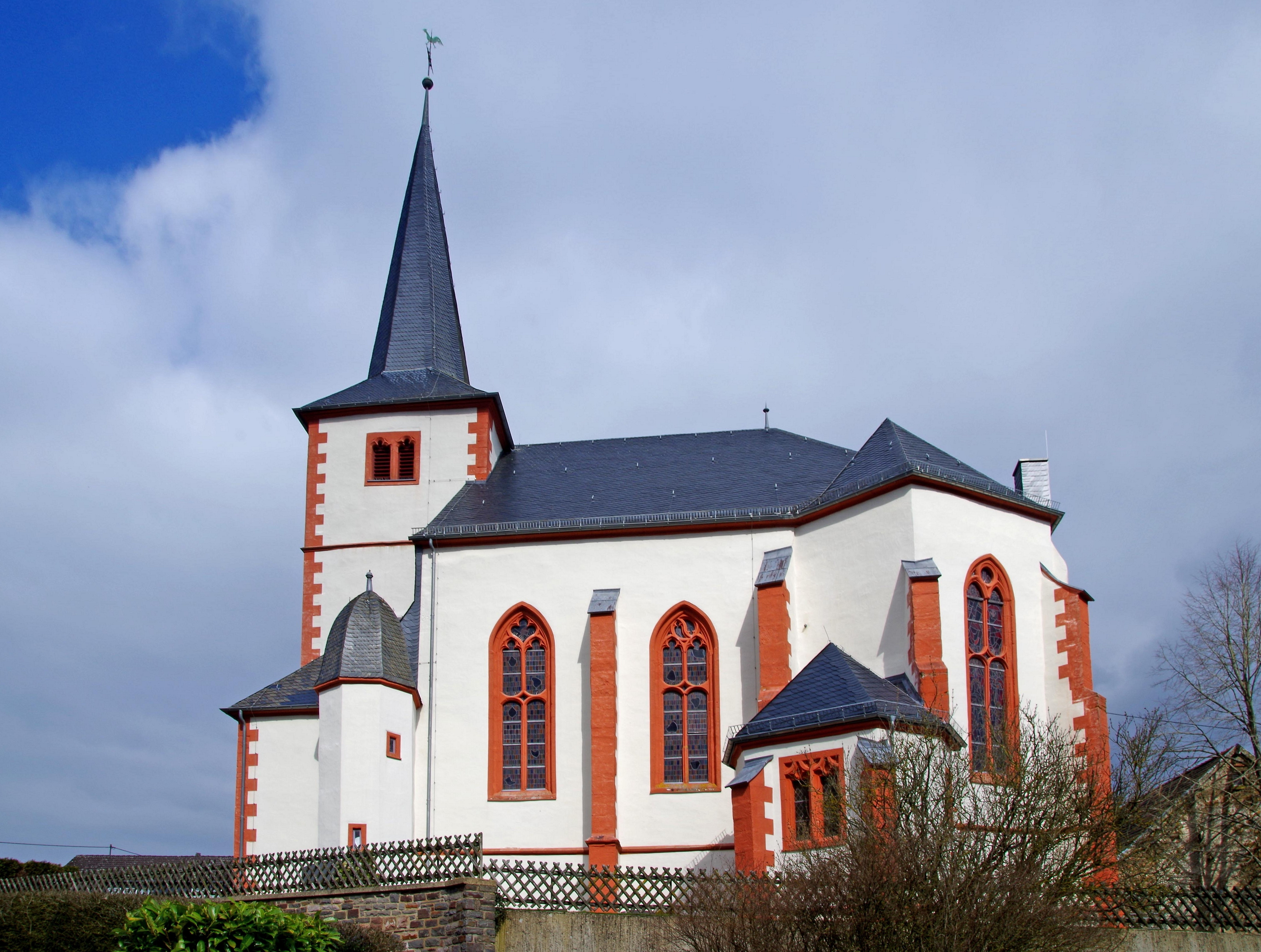
St. Fides, Spes und Caritas (Weinsheim-Gondelsheim)

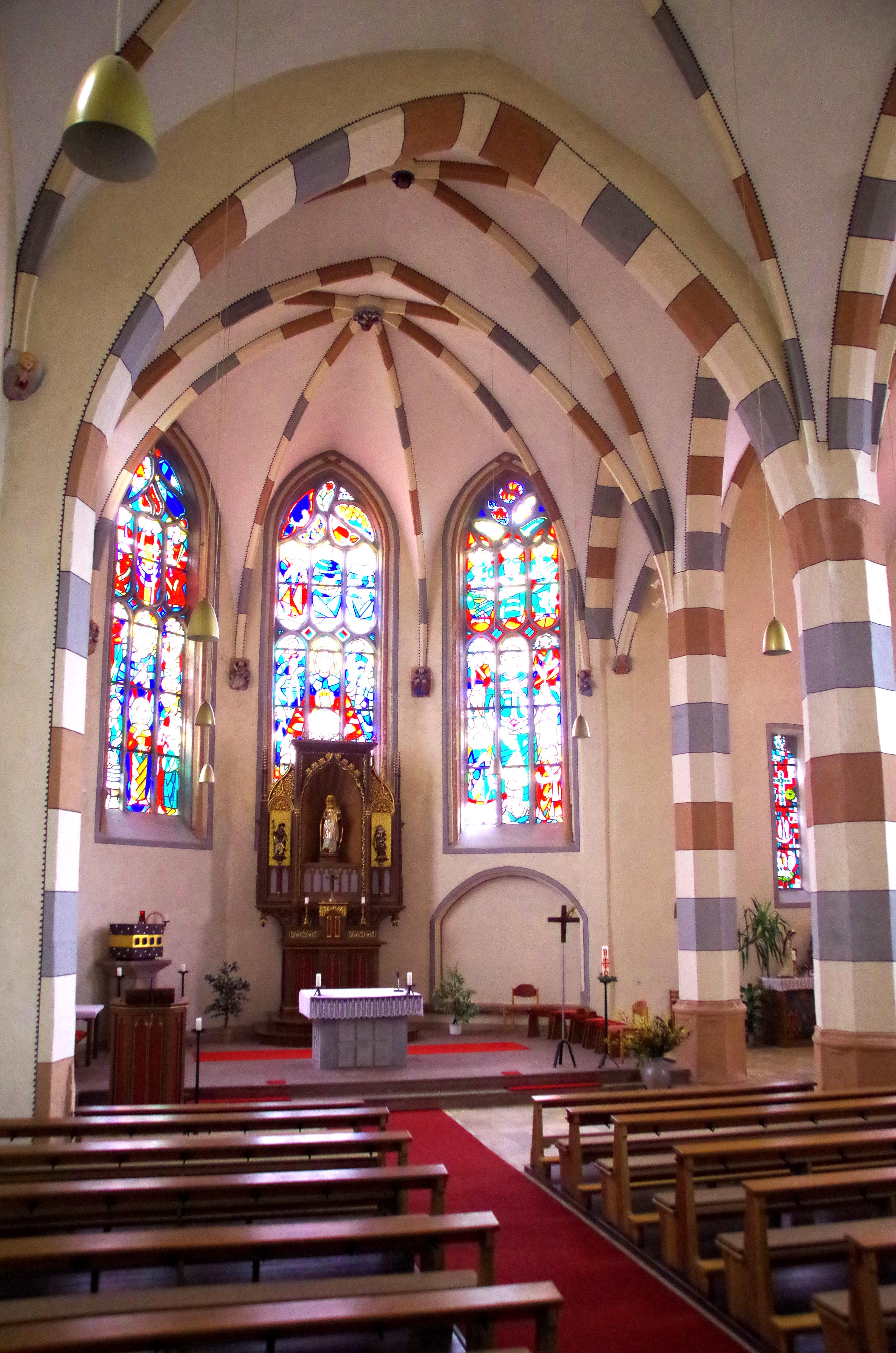
Innenraum, Blick in den Chor (2020)

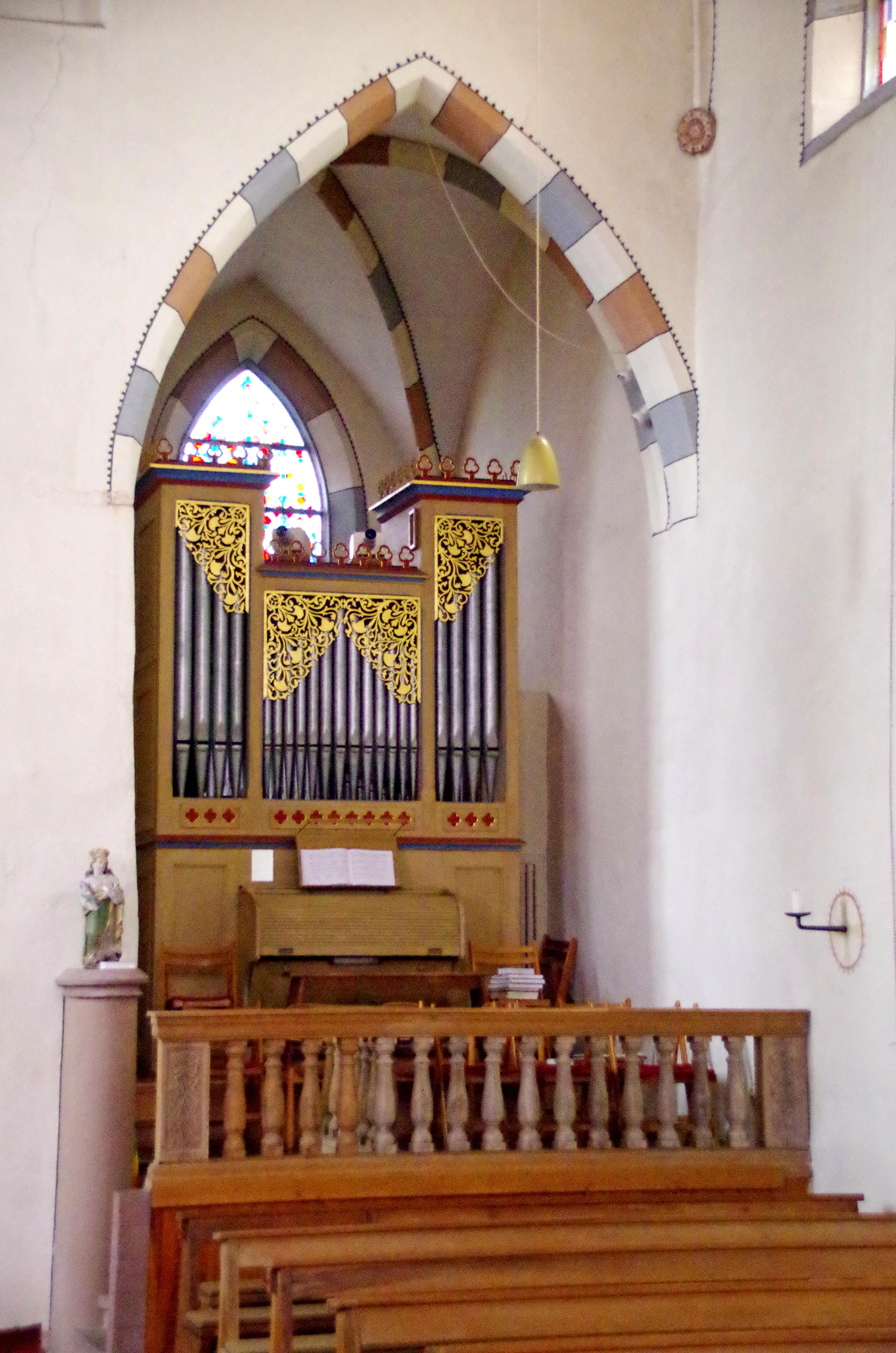
Orgel

Die Kirche St. Fides, Spes und Caritas ist die römisch-katholische Pfarrkirche von Gondelsheim (Gemeinde Weinsheim) im Eifelkreis Bitburg-Prüm in Rheinland-Pfalz. Die Pfarrei gehört in der Pfarreiengemeinschaft Prüm zum Dekanat St. Willibrord Westeifel im Bistum Trier.

## Geschichte
Am Ort einer Römersiedlung und einer heidnischen Kultstätte ist 1461 ein Kirchenbau nachgewiesen, der unter dem Prümer Abt Wilhelm von Manderscheid-Kail von 1523 bis 1531 zur heutigen zweischiffigen Hallenkirche umgebaut wurde. Die den Drei Jungfrauen Fides, Spes und Caritas gewidmete Kirche war eine Eigenkirche der Prümer Abtei und diente bis 1802 als Wallfahrtskirche. Der im Zweiten Weltkrieg fast völlig zerstörte Bau (24 × 14 Meter) mit 37 Meter hohem Turm wurde von 1948 bis 1952 wieder aufgebaut und erlebte 1986 und 1990 Umgestaltungen. Die Pfarrei besteht seit 1827 und dies, obwohl Gondelsheim heute Ortsteil von Weinsheim ist. Zur Pfarrei Gondelsheim (die zur Pfarreiengemeinschaft Prüm gehört) zählt die Filialkirche St. Margareta (Schwirzheim).

## Ausstattung
Die Ausstattung aus dem 16. Jahrhundert ging bei der Zerstörung verloren. Der Hauptaltar ist heute ein restaurierter neugotischer Holzaltar aus dem 19. Jahrhundert. Bemerkenswert sind die Kirchenfenster des Malers Paul Weigmann. In den offenen Turmkapellen steht eine Pietà sowie die 1989 geweihte Orgel der Orgelwerkstätte Willi Peter.